# 船级
船级（英語：ship class）是指设计相似的同一类船舶分组。它与船型不同，后者主要反映吨位或预期用途的相似性。例如，卡尔·文森号是尼米兹级（船级）的核动力航空母舰（船型）。
在同一级船舶的建造过程中，可能会发生设计变更。在此情况下，不同设计的船舶可能不被视为同一；每个变体要么拥有它自己的船级，要么是原级的子级（参见郡級重巡洋艦的例子）。若船舶是根据一个已停产的船级建造，则也可以作类似的区分。同级的船舶通常具有由共同因素相关联的名称：例如，机敏级核潜艇的名称都以字母“A”开头（机敏号、伏击号、机警号）；以及德皇腓特烈三世级战列舰均以德意志君主命名（德皇腓特烈三世号、德皇威廉二世号、德皇威廉大帝号、德皇卡尔大帝号、德皇巴巴罗萨号）。同一级的船舶则被称为姊妹舰。

## 另見
- 船級社